# Irving Kolodin

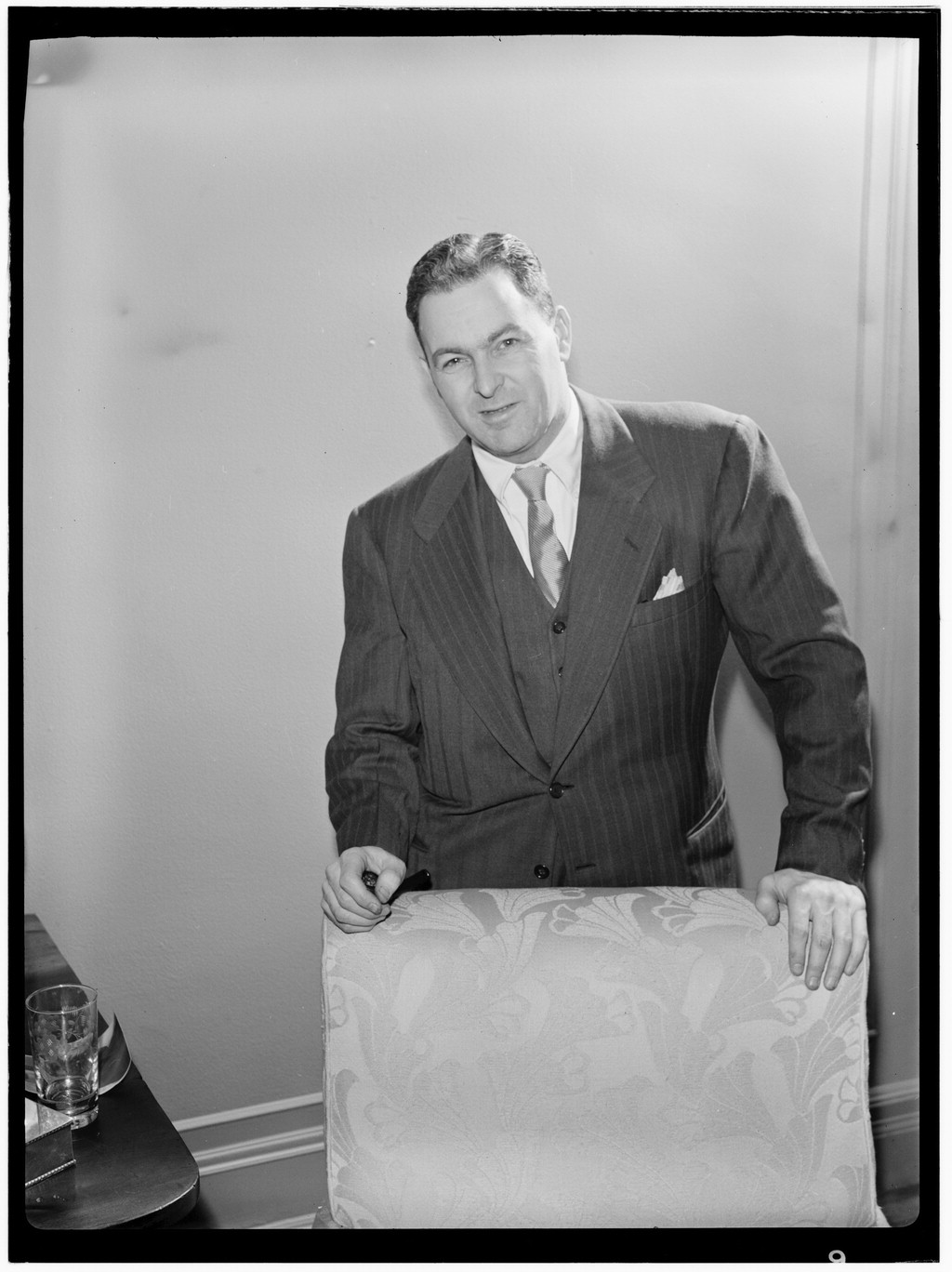
Irving Kolodin

Irving Kolodin (* 21. Februar 1908 in New York City; † 29. April 1988 ebenda) war ein US-amerikanischer Musikkritiker und Musikhistoriker.

## Leben
Irving Kolodin wuchs in Newark, New Jersey, auf, wo sein Vater einen Buch- und Schreibwarenladen führte. Er begann bereits in jungen Jahren, sich mit Musik auseinanderzusetzen. Von 1927 bis 1931 studierte er am Institute of Musical Art in New York. Anschließend arbeitete er als Assistent von William James Henderson als Musikkritiker der New York Sun, dann als Chefkritiker der Zeitung bis zu deren Einstellung im Jahr 1950. Von 1947 bis 1982 veröffentlichte er Kritiken in der Saturday Review. Nach Einstellung der Zeitschrift schrieb er weiter für verschiedene Periodika. Vor allem in den 1950er- und 1960er-Jahren war er einer der einflussreichsten Musikkritiker in den USA.
Besonders bekannt wurde Kolodin durch seine Kritiken von Schallplattenaufnahmen der Werke klassischer Komponisten, die in einer Reihe von Büchern erschienen. Zudem galt er als ausgewiesener Kenner der Geschichte der Metropolitan Opera, die er in einem Standardwerk schilderte, das ab 1936 eine Reihe von Auflagen erfuhr und von ihm mehrfach aktualisiert wurde. Er leitete die musikalische Auswahl bei zahlreichen Schallplatten, die von RCA veröffentlicht wurden. Auch dem Jazz schenkte Kolodin seine Aufmerksamkeit und schrieb unter anderem zusammen mit Benny Goodman dessen Autobiografie Kingdom of Swing, erstmals 1939 erschienen.
In den 1970er-Jahren verantwortete Kolodin die Auswahl der klassischen Musik für die erste offizielle Musikbibliothek des Weißen Hauses. Von 1968 bis 1986 unterrichtete er an der Juilliard School in New York.
Kolodin arbeitete an einer neuen Ausgabe seiner Geschichte der New Yorker Oper, als er 1987 einen schweren Schlaganfall erlitt, an dessen Folgen er im Jahr 1988 starb.

## Schriften
- The Metropolitan Opera, 1883–1935. Oxford University Press, New York 1936. In erweiterter Fassung: The Metropolitan Opera, 1883–1966. A Candid History. Knopf, New York 1966.
- The Kingdom of Swing. Stackpole Sons, New York 1939 (mit Benny Goodman). Deutschsprachige Ausgabe: Mein Weg zum Jazz. Eine Autobiographie. Aus dem Englischen übersetzt von Fritz Herdi. Sanssouci Verlag, Zürich 1961.
- A Guide to Recorded Music. Doubleday, Dorian & Company, Garden City 1941.
- Mozart on Records. The Four Corners, New York 1942.
- The Saturday Review Home Book of Recorded Music and Sound Reproduction. Prentice-Hall, New York 1952 (mit Edward Tatnall Canby und C.G. Burke).
- Orchestral Music. Knopf, New York 1955.
- The Composer as Listener. A Guide to Music. Horizon Press, New York 1958.
- The Musical Life. Knopf, New York 1958.
- The Interior Beethoven. A Biography of the Music. Knopf, New York 1975, ISBN 0-39446-626-6.
- The Opera Omnibus. Four Centuries of Critical Give and Take. Dutton, New York 1976, ISBN 0-84150-438-5.
- The Guide to Long-Playing Records. Vol. 1, Orchestral Music. Greenwood Press, Westwood 1978, ISBN 0-31320-297-4.
- In Quest of Music. A Journey in Time. Doubleday, Garden City 1980, ISBN 0-38513-061-9.